# バラハヌ
バラハヌ（アゼルバイジャン語: Balaxanı）は、アゼルバイジャンの首都バクー内サブンチュ地区に位置する町。

## 歴史

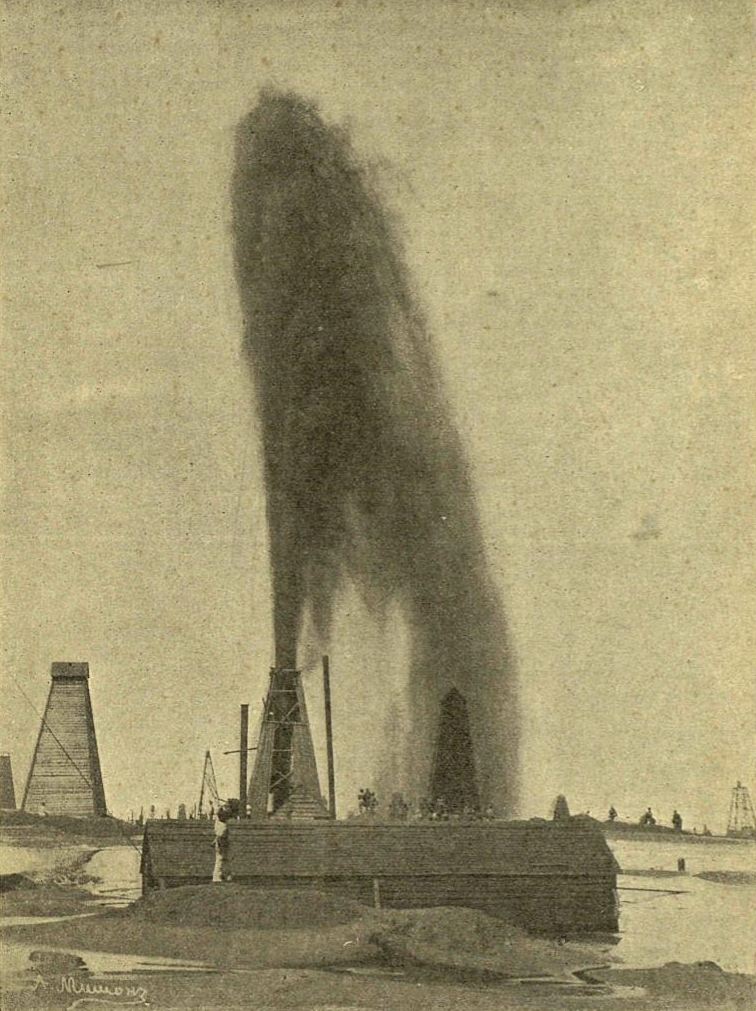
バラハヌの噴出油井（1887年）

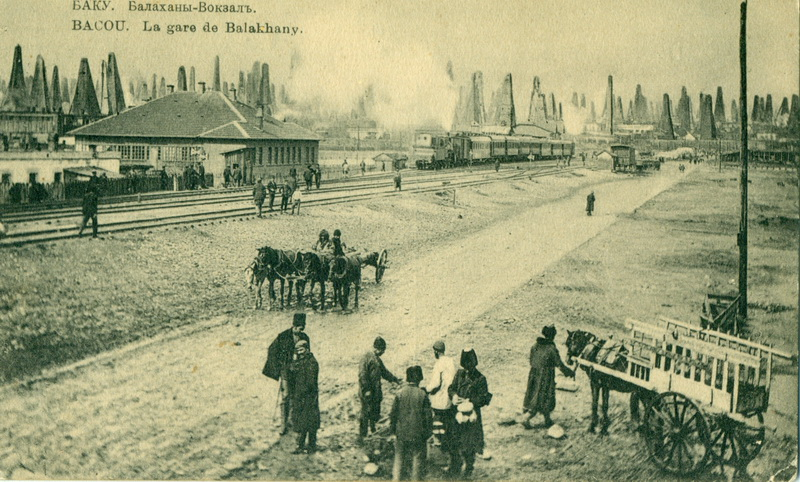
帝政ロシア時代のバラハヌ駅

町名は、ムスリム・タート語で「高い」を意味する "bala" と「家」を意味する "xane" に由来し、アブシェロンにキャラバンサライが置かれていたことを示す。1427年には、この地にシルヴァンの宰相イブラヒム1世の息子シャキル＝アガの霊廟が置かれた。1538年からバラハヌはサファヴィー朝の支配を受けるようになり、対ロシア貿易の拠点として栄えた。1623年にはキャラバンサライが置かれ、18世紀には駐ペルシャ・ロシア大使によって要塞が築かれた。
バラハヌにおける石油生産の歴史は中世にまで遡り、油井の中には1594年に掘られたものもあることが分かっている。油井の数は、1735年には52か所、1816年には77か所、1825年には82か所と増加した。1813年のバラハヌの油井は、セリムハノフ兄弟が所有する2か所を除いたすべてが、バクーのグセイン＝ハーンの所有であった。しかし、1825年にはすべてが徴税人マルク・タルモフの手に渡り、次いで1863年にはヌハの絹商人イヴァン・ミルゾエフに渡った。
1837年には、鉱山技師のニコライ・ヴォスコボイニコフ (ru) がバラハヌに製油所を設立し、天然ガスによる加熱式製油が初めて導入された 。1871年には、ロシア帝国で2番目の機械式油井（64メートル）が掘削された。1873年4月1日には最初の噴出油井が発見された。1878年にはノーベル兄弟社により、ロシア最初の石油パイプライン (ru) が敷設された。
1982年からは、バラハヌは製機工場の建設地としても利用されている。

## 人口
バラハヌの人口は、1816年には792人、1830年には992人、1842年には1219人、1897年には約3000人、1912年には6578人、1968年には1万1300人と変遷している。
今日のバラハヌは、アブシェロン半島で唯一タート人がコミュニティを形成し、さらにタート語も保持している場所として重要である。ロシア革命以前には、カフカース最大のバハイ教徒コミュニティの存在した場所でもあった。19世紀末から20世紀初頭にかけて出版されたブロックハウス・エフロン百科事典によれば、バラハヌの2276人の人口は皆シーア派のアゼルバイジャン人であるとされている。

## 文化
1898年にアレクサンドル・ミションが撮影したドキュメンタリー映画『バラハヌの石油噴出』は、アゼルバイジャン史上最初の映画とされ、パリ万国博覧会でも上映され多くの反響を呼んだ。また、バラハヌはセルゲイ・エセーニンの1925年の詩「さらば、バクー！」«Прощай, Баку!» と「5月1日」«1 мая» にも登場する。ミハイル・シヴァチェフは1926年に、帝政期のバクーの労働者を描いた革命小説『バラハヌ』を書いた。